# Dyadiskt bråk

Dyadiska bråk i intervallet från 0 till 1.

Dyadiska bråk är inom matematiken rationella tal som utgörs av ett bråk med ett heltal i täljaren och en tvåpotens av ett naturligt tal i nämnaren. Dyadiska bråk kan alltså skrivas: 
{\displaystyle {\frac {a}{2^{b}}}}
där {\displaystyle a} är ett heltal, och {\displaystyle b} är ett naturligt tal. Exempelvis är {\displaystyle 1/2} och {\displaystyle 5/8} (={\displaystyle {\frac {5}{2^{3}}}}) dyadiska bråk, men däremot inte {\displaystyle 1/3}.

## p{\displaystyle p}-adiska bråk
Dyadiska bråk är ett specialfall av {\displaystyle p}-adiska bråk som kan skrivas:
{\displaystyle {\frac {a}{p^{b}}}}
där {\displaystyle a} är ett heltal, {\displaystyle p} är ett primtal och {\displaystyle b} är ett naturligt tal. I dyadiska bråk är {\displaystyle p=2}.